# Giovanni Costeo

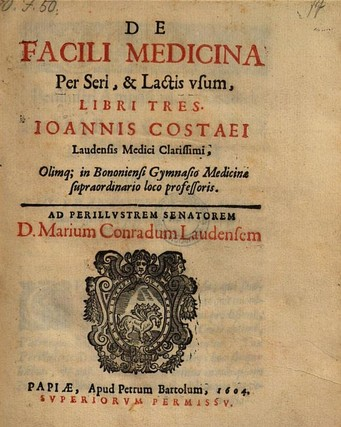
Johannes Costaeus, De facili medicina 1604

Giovanni Costeo, auch Johannes Costaeus genannt, (* 1528 in Lodi; † 1603 in Bologna) war ein italienischer Arzt, Botaniker und Chemiker.

## Leben
Costeo stammte aus adliger Familie in Casalborgone. Über seine Ausbildung und Jugend ist wenig bekannt. Erste Erwähnungen findet er durch seine 1565 in Venedig erschienene medizinische Abhandlung Tractatus de venarum meseraicarum usu und es ist bekannt, dass er 1568 am Hospital von Lodi arbeitete. 1570 wurde er Medizinprofessor in Turin und Leibarzt des Herzogs von Savoyen Emanuel Philibert, den er durch Diät von Leberleiden und Gallensteinen zu kurieren versuchte. Nach dem Tod des Herzogs 1580 wurde er Professor in Bologna, erst für praktische Medizin und ab 1593 bis 1598 für theoretische. Neben Medizin, in der er viele Abhandlungen veröffentlichte, befasste er sich intensiv mit Botanik. Er stand mit Ulisse Aldrovandi und Justus Lipsius in Verbindung.
In der Chemie verbesserte er die Destillationsapparate für die Gewinnung von Weingeist (Alkohol) durch Kühlvorrichtungen.

## Schriften
- De universali stirpium natura. Libri duo. Turin 1578 Digitalisat Bayerische Staatsbibliothek
- Ioannis Mesuae Medici Clarissimi Opera. Band 1 Venedig 1581 Digitalisat Bayerische Staatsbibliothek
- Supplementum in Secundum Librum Compendii Secretorum Medicinae Ioannis Mesues. Venedig 1581Digitalisat Bayerische Staatsbibliothek
- Disquisitionum physiologicarum in primam primi canonis Avicennae sectionem Libri sex. Bologna 1589 Digitalisat Bayerische Staatsbibliothek
- Avicennae Arabum Medicorum Principis, Canon medicinae. Band 1 (Buch 1–3). Venedig 1595 Digitalisat Bayerische Staatsbibliothek
- Avicennae Arabum Medicorum Principis, Canon medicinae. Band 2 (Buch 4–5). Venedig 1595 Digitalisat Bayerische Staatsbibliothek
- Avicennae Arabum Medicorum Principis, Canon medicinae. Band 3 (Indices rerum memorabilium in Avicennae de re medica Libris). Venedig 1595 Digitalisat Bayerische Staatsbibliothek
- De igneis medicinae praesidiis libri duo. Venedig 1595 Digitalisat Bayerische Staatsbibliothek
- De humani conceptus et partus tempore. Bologna 1596 Digitalisat Bayerische Staatsbibliothek
- Tractatus de potu in morbis. Papia 1604 Digitalisat Bayerische Staatsbibliothek
- De facili medicina per Seri, & Lactis usum, libri tres. Papia 1604 Digitalisat google books